# Thomson’s House

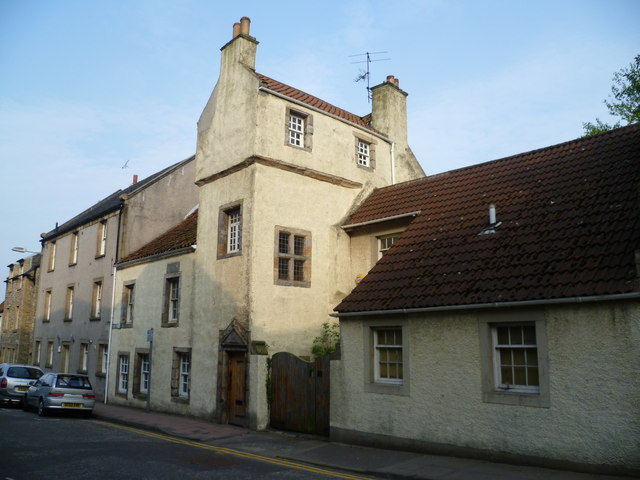
Thomson’s House

Thomson’s House ist ein Wohngebäude in der schottischen Ortschaft Inverkeithing in der Council Area Fife. 1972 wurde das Bauwerk als Einzeldenkmal in die schottischen Denkmallisten in der höchsten Denkmalkategorie A aufgenommen.

## Geschichte
Bauherr des im Jahre 1617 errichteten Wohngebäudes  war der lokale Kaufmann John Thomson. Es gilt als das besterhaltene Beispiel der bürgerlichen Wohnhausarchitektur des 17. Jahrhunderts in Inverkeithing und ist vergleichbar mit The Study in Culross. Im Laufe der Jahrhunderte wurde Thomson’s House erweitert. Zwischen 1964 und 1966 ließ der damalige Eigentümer Peter Findlay das Gebäude restaurieren. Der südliche Anbau stammt aus dieser Zeit. Er befindet sich am Ort eines ehemaligen Theaters, dass 1957 ausbrannte.

## Beschreibung
Thomson’s House steht an der Bank Street im Südteil Inverkeithings unweit der Inverkeithing Friary. Ungewöhnlich ist der Pultdach-Anbau an der Rückseite des zweistöckigen Gebäudes, der ebenso wie der Treppenturm dreistöckig ausgeführt ist. Die Fassaden von Thomson’s House sind mit Harl verputzt, wobei die Natursteineinfassungen abgesetzt sind. Das hölzerne Eingangsportal am Turmfuß ist reliefiert eingefasst und durch einen skulpturierten Giebel bekrönt. Im Tympanum finden sich die Monogramme „IT“ John Thomsons und seiner Frau Bessie („BT“). Des Weiteren sind das Baujahr, das Siegel der Kaufmannsgilde sowie ein Auszug aus Psalm 127 („'IT BT / EXCEPT THE / LORD BVLD THE HOVS THEY / LABOVR IN VAINE THAT BVILD/ IT.“) zu sehen. Es sind im Wesentlichen 12-teilige Sprossenfenster eingesetzt. In einem Innenwinkel an der Gebäuderückseite führt eine Wendeltreppe ins erste Obergeschoss.